# هرواین موکام
هرواین موکام (انگلیسی: Hervaine Moukam؛ زادهٔ ۲۴ مهٔ ۱۹۹۴) بازیکن فوتبال اهل کامرون است.
از باشگاه‌هایی که در آن بازی کرده‌است می‌توان به باشگاه فوتبال آق‌تپه، باشگاه فوتبال باته بوریسف، باشگاه فوتبال متس، باشگاه فوتبال نمان گرودنو، و باشگاه فوتبال آستراس تریپولی اشاره کرد.